# Mitokondriebyte
Mitokondriebyte (på engelska: mitochondrial replacement therapy, mitochondrial donation) innebär att mitokondrier hos befruktade eller obefruktade ägg byts ut i samband med assisterad befruktning. Syftet med metoden är att förhindra överföring av mitokondriell sjukdom från mor till barn . Tekniken anses kontroversiell eftersom den orsakar genetiska förändringar som går i arv. Mitokondriebyte är förbjudet i lag i många länder inklusive Sverige.

## Teknik och risker
Eftersom mitokondrier innehåller sitt eget DNA (mitokondriellt DNA, mtDNA) kan mutationer i detta orsaka mitokondriella sjukdomar. Vid befruktningen överförs äggcellens mitokondrier till det befruktade ägget och ger därmed upphov till det blivande barnets mitokondrier. Det innebär att en kvinna som bär på mitokondriell sjukdom löper stor risk att föra över sjukdomsanlagen till sina blivande barn. Principen för mitokondriebyte innebär att man byter ut mitokondrier som bär på sjukdomsalstrande DNA till ”friska” mitokondrier (som inte bär på sjukdomsanlag) i samband med in vitro-fertilisering (IVF). De två mest utvecklade metoderna innefattar överföring av kärnspolen på obefruktade ägg (maternal spindle transfer, MST), eller överföring av prokärnorna på befruktade ägg (pronuclear transfer, PNT). Kärnspolen eller prokärnorna, som innehåller cellkärnans DNA, förs över till ett donerat ägg (obefruktat eller befruktat beroende på metod) med friska mitokondrier, som sedan sätts in i livmodern på den blivande modern. 
MST och PNT utvecklades i forskningsstudier på obefruktade och befruktade humana ägg samt i försök på djur. År 2009 utfördes ett uppmärksammat experiment MST på primater (rhesusmakaker) av en amerikansk forskargrupp vilket resulterade i fyra friska avkommor som har följts upp till 5 års ålder.  År 2016 rapporterades de första människobarnen vara födda som tillkommit med hjälp av tekniken.
Eftersom endast ett fåtal barn har fötts efter mitokondriebyte är riskerna som är förknippade med teknikens användning på människor inte helt klarlagda ännu. De risker som har pekats ut och som man i forskningsstudier har försökt att kartlägga innefattar bland annat risk för kromosomrubbningar, störningar i interaktioner mellan kärn-DNA och mtDNA samt risk för epigenetiska förändringar och sjukdomar. Det finns också en risk för att mitokondriebytet inte utförs tillräckligt effektivt så att en liten andel sjukdomsalstrande mitokondrie-DNA finns kvar som kan orsaka sjukdom, eller ackumuleras och skapa sjukdom i senare generationer.

## Reglering i Sverige och andra länder
I Sverige är det inte tillåtet att utföra mitokondriebyte i samband med assisterad befruktning eftersom lagen (2006:351) om genetisk integritet förbjuder genetiska förändringar som kan gå i arv hos människor. Själva utbytet av mitokondrier på befruktade eller obefruktade ägg är möjligt att utföra inom forskningsprojekt som godkänts efter forskningsetisk prövning, men ett befruktat ägg som har varit föremål för försök i forsknings- eller behandlingssyfte får inte föras in i en kvinnas kropp.
Många andra länder har en reglering som förhindrar användningen av tekniken men i vissa länder är frågan oreglerad, dvs det finns ingen särskild reglering som förbjuder tekniken. I Storbritannien trädde en lag i kraft år 2015 som tillåter att mitokondriebyte utförs under särskilda omständigheter. Lagen kom till efter en omsorgsfull beredning som bland annat innefattade flera inventeringar av det vetenskapliga underlaget och en undersökning av allmänhetens inställning till frågan. I och med lagens ikraftträdande blev Storbritannien det första landet i världen som uttryckligen tillåter tekniken.

## Etik
Frågan om mitokondriebyte har ofta ansetts vara av principiell etisk betydelse eftersom tekniken medför genetiska förändringar som går i arv. Dessutom medför tekniken att det blivande barnet erhåller en liten mängd DNA från en tredje person – äggdonatorn – vilket också har diskuterats som en etisk aspekt. På engelska kallas det ibland för ”three-parent babies".
År 2013 publicerade Statens medicinsk-etiska råd (Smer) en rapport om etiska aspekter kring mitokondriebyte. I rapporten diskuteras tekniken utifrån två huvudproblem. Det första problemet gäller om kunskapen om potentiella risker för individen och kommande generationer är tillräcklig för att mitokondirebyte ska vara etiskt godtagbart att använda på människor. Det andra problemet gäller om det är moraliskt försvarbart att göra förändringar i mitokondrie-DNA:t som är ärftliga för att undvika mitokondriella sjukdomar.
Smers slutsatser var att mitokondriebyte inte var etiskt godtagbart mot bakgrund av den kunskapsosäkerhet som råder kring de medicinska riskerna. I bedömningen vägde rådet in att det finns alternativa möjligheter för drabbade föräldrar att med hjälp av äggdonation eller adoption få barn utan mitokondriella sjukdomar.
Smer var dock inte enigt angående den principiella frågan. En majoritet av rådets ledamöter ansåg att tekniken skulle kunna vara godtagbar från ett principiellt perspektiv, under förutsättning att metoden utvecklas så att riskerna bedöms som små. Huvudargumenten var att mycket svåra sjukdomar skulle kunna undvikas – sannolikt också i kommande generationer – och att byte av mtDNA mycket tydligt kan avgränsas mot ingrepp i kärn-DNA. En minoritet av ledamöterna tog dock principiellt avstånd från tekniken och menade att den på sikt skulle kunna innebära ett hot mot människovärdet.